# La Provence
Pour les articles homonymes, voir La Provence (paquebot de 1906) et Provence (homonymie).
La Provence est un quotidien régional français fondé en 1997 à Marseille. Il est né de la fusion de deux journaux, Le Provençal et Le Méridional.
Il rend compte de l'actualité et mène des enquêtes à Marseille, Arles, Aix-en-Provence et dans toute la région.
La Provence est détenue par CMA Média, filiale de la troisième compagnie de fret maritime du monde, CMA CGM, ayant son siège à Marseille et dirigée par la dynastie d'entrepreneurs franco-libanaise Saadé.

## Histoire
Initialement, La Jeune République est un quotidien populaire de Marseille fondé en 1873 par Léo Taxil (1854-1907) et auprès duquel Clovis Hugues commence sa carrière de journaliste.
Ce journal devient à la suite de plusieurs remaniements, tour à tour Le Petit Provençal (1868-1944) avec son supplément Le Petit Provençal illustré (1898-1908), Le Provençal (1944-1997) et La Provence en 1997, après la fusion entre Le Provençal et Le Méridional. Les deux journaux étaient autrefois détenus par le maire de Marseille Gaston Defferre.

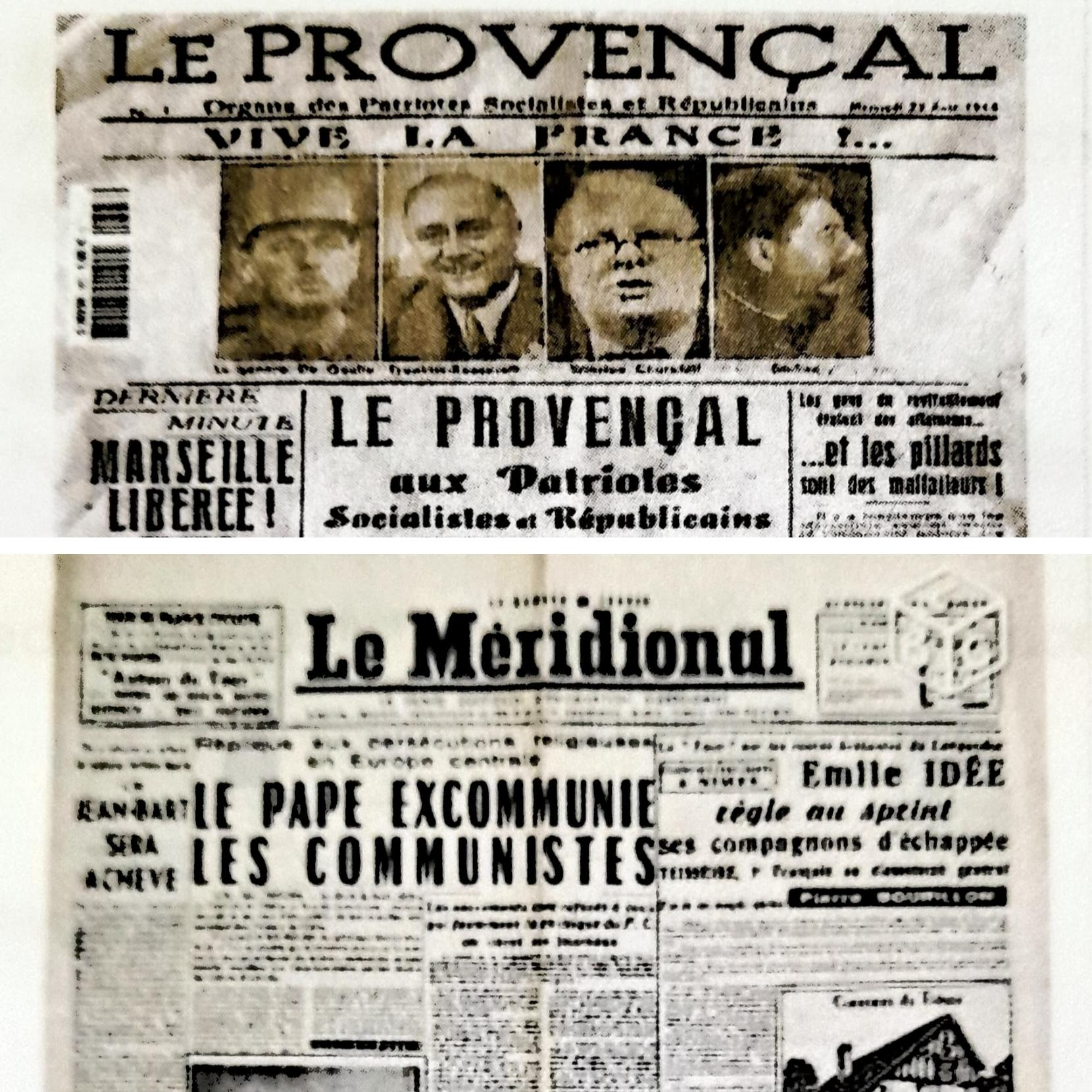
Les journaux Le Provençal et Le Méridional, qui ont fusionné en 1997 pour donner La Provence.

Pendant les décennies qui suivent la Seconde guerre mondiale, le titre affronte la sévère concurrence d'un quotidien issu de la Résistance, La Marseillaise, l'un des nombreux journaux régionaux communistes fédérés dans l'Union française de l'information, qui en regroupe près d'une centaine
La Provence rayonne sur trois départements : Bouches-du-Rhône, Vaucluse et Alpes-de-Haute-Provence.
Depuis décembre 2001, La Provence diffuse sur Marseille le quotidien gratuit Marseille Plus, après avoir lancé Marseille l'Hebdo, hebdomadaire diffusé à 15 000 exemplaires en 2005. Il co-détenait également depuis 1999 avec le groupe Nice-Matin la S.A Corse Presse, éditrice du quotidien Corse-Matin. Il en est devenu l'unique actionnaire depuis le 1er décembre 2014.
Le quotidien devient en 2008 propriété du Groupe Hersant médias.
Le PDG Didier Pillet succède à Stéphane Duhamel en janvier 2008. Il a été remplacé en septembre 2010 par Marc Auburtin. Le journal a changé trois fois de directeur de la rédaction en six ans. De 2004 à janvier 2008, ce fut Gilles Dauxerre. Philippe Minard occupe ce poste depuis octobre 2010.
En décembre 2012, après plusieurs mois de tractations avec les banques et le groupe belge Rossel, Philippe Hersant conserve la propriété du titre en apportant la moitié d'une augmentation de capital de 48 millions d'euros, l'autre moitié venant du groupe de Bernard Tapie.
Pour aboutir à ce résultat, Philippe Hersant avait posé un ultimatum aux 17 banques créancières : soit elles acceptaient son offre, soit il effectuait le dépôt de bilan de la totalité du Groupe Hersant Média — prenant donc lui-même le risque de tout perdre. La Provence put dégager un résultat brut d'exploitation de 5 millions d'euros par an, dont Philippe Hersant, se servit pour rembourser les dettes de son autre groupe de presse, Société neuchâteloise de presse, en Suisse.

### Période Bernard Tapie

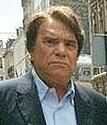
Bernard Tapie en 2012.

Au printemps 2013, le Groupe Bernard Tapie devient actionnaire du quotidien. Le groupe Hersant média annonce, le 16 juillet 2013, la cession du journal La Provence à Groupe Bernard Tapie. En 2013 également, la maquette subit d’importants changements : le titre est désormais bleu sur fond blanc, ainsi que les titres des sections, qui sont agrandies.
Fin octobre 2015, Le groupe belge Nethys annonce qu'il entre, via sa filiale Avenir Développement (AD), à hauteur de 11 % dans le groupe La Provence.
À partir de 2017, le titre redevient profitable.
Au printemps 2019, la participation de Nethys est cédée à Xavier Niel.
En 2020, Bernard Tapie pourrait devoir se séparer des 89% des parts qu’il détient au capital du groupe pour rembourser ses dettes. Cette information inquiète au sein du groupe et un CSE extraordinaire est réuni le 5 mai pour rassurer les employés. La direction assure qu'il n'y a ni plan social ni procédure de sauvegarde de prévus.
Malgré les promesses rassurantes du printemps, La Provence prévoit début novembre 2020 le licenciement économique de 18 personnes alors que les pertes du groupe devraient s'élever à 7 millions d'euros à la fin de l'année. Il devrait s'agir des plus gros salaires de certains chefs de service, ce qui provoque une réaction virulente de la part des employés qui dénoncent une « procédure inhumaine, abjecte et brutale ».
Le 29 janvier 2021, la direction du journal annonce la vente de son siège au promoteur Constructa. L'opération devrait rapporter autour de 35 millions d'euros à La Provence, qui devra déménager à l'horizon 2023-2024.
Le 11 janvier 2022, la bataille pour la reprise du groupe est relancée après que le tribunal de commerce de Marseille a levé le droit d'agrément dont disposait Xavier Niel, actionnaire minoritaire à hauteur de 11 %. Cette décision, qui fait l'objet d'un appel de la part de Xavier Niel, relance une concurrence aiguisée entre les deux candidats à la reprise qui ont déjà déposé des offres financières auprès du tribunal de commerce : il s'agit de NJJ Presse, le groupe de Niel, et du groupe CMA CGM.

### Période Rodolphe Saadé

Logo de la CMA CGM.

Le 24 février 2022, les liquidateurs judiciaires sélectionnent l'offre de Rodolphe Saadé (81 millions d'euros) face à l'offre de Xavier Niel (20 millions d'euros) qu'ils ne jugent pas recevable.
Début juin 2022, le tribunal de commerce de Bobigny étudie la faisabilité d'une reprise du journal par CMA CGM. Le tribunal doit statuer le 22 juin sur la possibilité d'une reprise par l'armateur ou si le journal doit être soumis à un redressement judiciaire.
Le 30 août 2022, la décision est officielle : le Groupe CMA CGM acquiert 89 % des parts du groupe de presse. Les 11 % restants sont détenus par Xavier Niel, via sa holding NJJ. Cette décision met fin à une lutte de deux mois entre Rodolphe Saadé et Xavier Niel qui ont réussi à s'entendre via une médiation menée par Marc Sénéchal, le liquidateur judiciaire. La décision fait suite à un accord passé entre Xavier Niel et Rodolphe Saadé conclu pendant l’été 2022, ce dernier a offert 29 millions d’euros à Xavier Niel pour que celui-ci renonce au rachat du journal phocéen.
Le 30 septembre 2022, le tribunal de commerce de Bobigny donne son feu vert au rachat du groupe par CMA CGM.
Le 10 mai 2023, Laurent Guimier, directeur de CMA CGM Media, est nommé président du conseil d'administration de La Provence.
Le 30 mai 2023, la maquette et le logo subissent à nouveau d'importants changements : le trait rouge soulignant le titre en bleu « La Provence » est transformé en un sobre point rouge. La maquette, quant à elle, devient « plus aérée et plus dynamique ». « Cette modernisation est un pas de plus vers l'adaptation aux besoins actuels », affirme La Provence dans un communiqué.
Un nouveau site internet ainsi qu'une nouvelle application devrait être publiés à l'automne.
Confronté à la baisse de ses ventes (passées de 92 000 exemplaires par jour à 65 000 entre 2018 et 2023), le groupe La Provence décide fin 2023 de supprimer 30 postes de journalistes sur 185. Une décision qui provoque un mouvement de grève de la part de la rédaction. Après quatre jours de non-parution, la grève est levée à la suite d'une décision prise par 51 % des votants réunis en assemblée générale,. Les grévistes ont obtenu le maintien des agences d'Orange et de Carpentras.
En mars 2024, le directeur de la rédaction, Aurélien Viers est mis à pied par Rodolphe Saadé. Une Une peu flatteuse pour Emmanuel Macron aurait déplu à l'actionnaire principal de l'entreprise, la CMA CGM,. En réaction, la rédaction se met en grève illimitée. Les journalistes du journal marseillais votent de plus une motion de défiance à l’égard de leur direction générale et de leur actionnaire CMA CGM, pour contester la mise à pied de leur directeur.
Le 24 mars 2024, Aurélien Viers est réintégré à la rédaction par ses dirigeants. Le lendemain, la fin de la grève est votée par les membres de l'assemblée générale (94 pour une reprise du travail et 71 pour une poursuite de la grève).
Le 17 octobre 2024, il est écarté de son poste de directeur de la rédaction.

## Soutien à Martine Vassal
Mediapart révèle en novembre 2019, que le quotidien a reçu 1,2 million d’euros du conseil départemental des Bouches-du-Rhône (principalement) et de la métropole Aix-Marseille-Provence (présidée par Jean-Claude Gaudin jusqu’en septembre 2018, puis par Martine Vassal), en échange d'un soutien du journal à Martine Vassal (LR), et « d'articles dithyrambiques dans le journal en sa faveur »,. L'initiative viendrait de la direction du quotidien, Franz-Olivier Giesbert et Jean-Christophe Serfati. Ce dernier est un ami proche de Marc Jolibois, directeur de cabinet de Martine Vassal au département. La Provence a exercé son droit de réponse en publiant un démenti sur le site de Mediapart.

## Informations financières

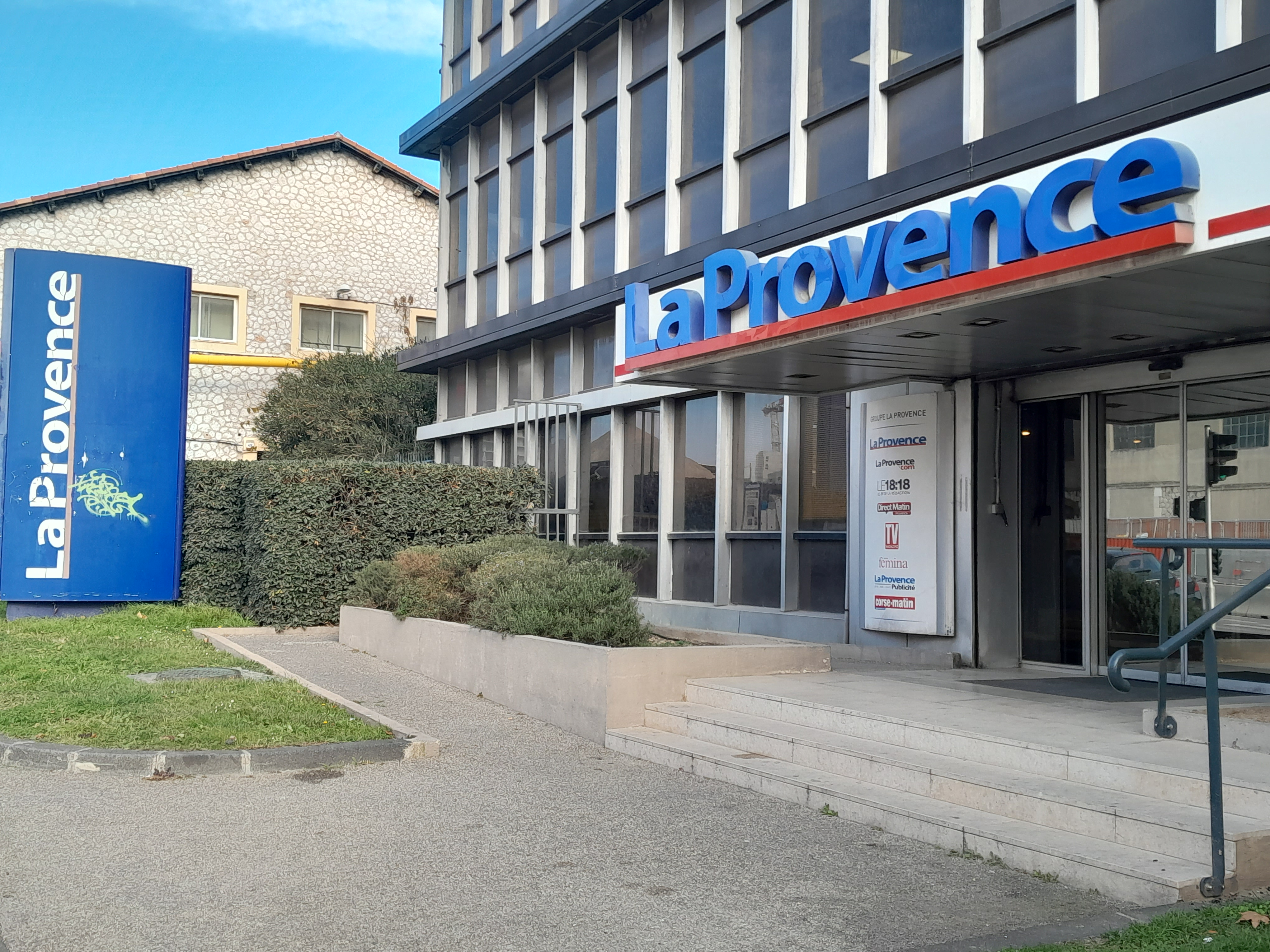
Entrée de l'ancien siège du journal, au 348 avenue Roger-Salengro.

La Provence emploie 476 collaborateurs en 2018 et réalise un chiffre d'affaires de 66 189 600 €. Elle enregistre une perte de 671 600 €.
Ses fonds propres, fin 2018, sont de 12 384 300 € et la dette financière s'élève à 17 858 400 €.
En 2022, La Provence emploie plus de 600 collaborateurs dont 180 journalistes. Son chiffre d'affaires s'élève à 50 millions d'euros, avec un résultat négatif de 12 millions d'euros.

## Les éditions locales
Le journal La Provence compte 10 éditions locales :
04 - 05 Alpes-de-Haute-Provence et Hautes-Alpes
- Alpes Matin

13 Bouches-du-Rhône
- Aix-en-Provence - Pays d'Aix
- Arles
- Aubagne - La Ciotat
- Marseille
- Martigues - Istres
- Salon-de-Provence - Etang de Berre

84 Vaucluse
- Haut Vaucluse - Carpentras
- Sud Vaucluse
- Avignon